# Schizachyrium fragile
Schizachyrium fragile là một loài thực vật có hoa trong họ Hòa thảo. Loài này được (R.Br.) A.Camus miêu tả khoa học đầu tiên năm 1924.